# Lago Yojoa
O lago Yojoa ou lago de Yojoa é um lago das Honduras, na América Central. Tem um comprimento de 16 km e largura de 6 km, para uma área de cerca de 79 km², e fica situado entre os departamentos de Comayagua, Cortés e Santa Bárbara. O lago de Yojoa fica a 184 km de Tegucigalpa, a capital do país.
O lago está a 637 m de altitude, situa-se numa depressão formada por atividade vulcânica (não se conhece a última data de erupção do mesmo), e é rodeado por grandes montanhas que atingem mais de 2600 m. Algumas destas estão catalogadas como parques nacionais das Honduras, como o parque nacional Azul Meambar na costa sul do lago.
A área circundante tem rica biodiversidade, com quase 400 espécies de aves e 800 espécies de plantas identificadas. No entanto, nos últimos anos o lugar tem vindo a ser ameaçado por desflorestação, criação de gado e desenvolvimento urbano. A principal estrada que liga as duas maiores cidades do país, Tegucigalpa e San Pedro Sula, bordeja grande parte do lago, que é uma importante atração turística das Honduras.

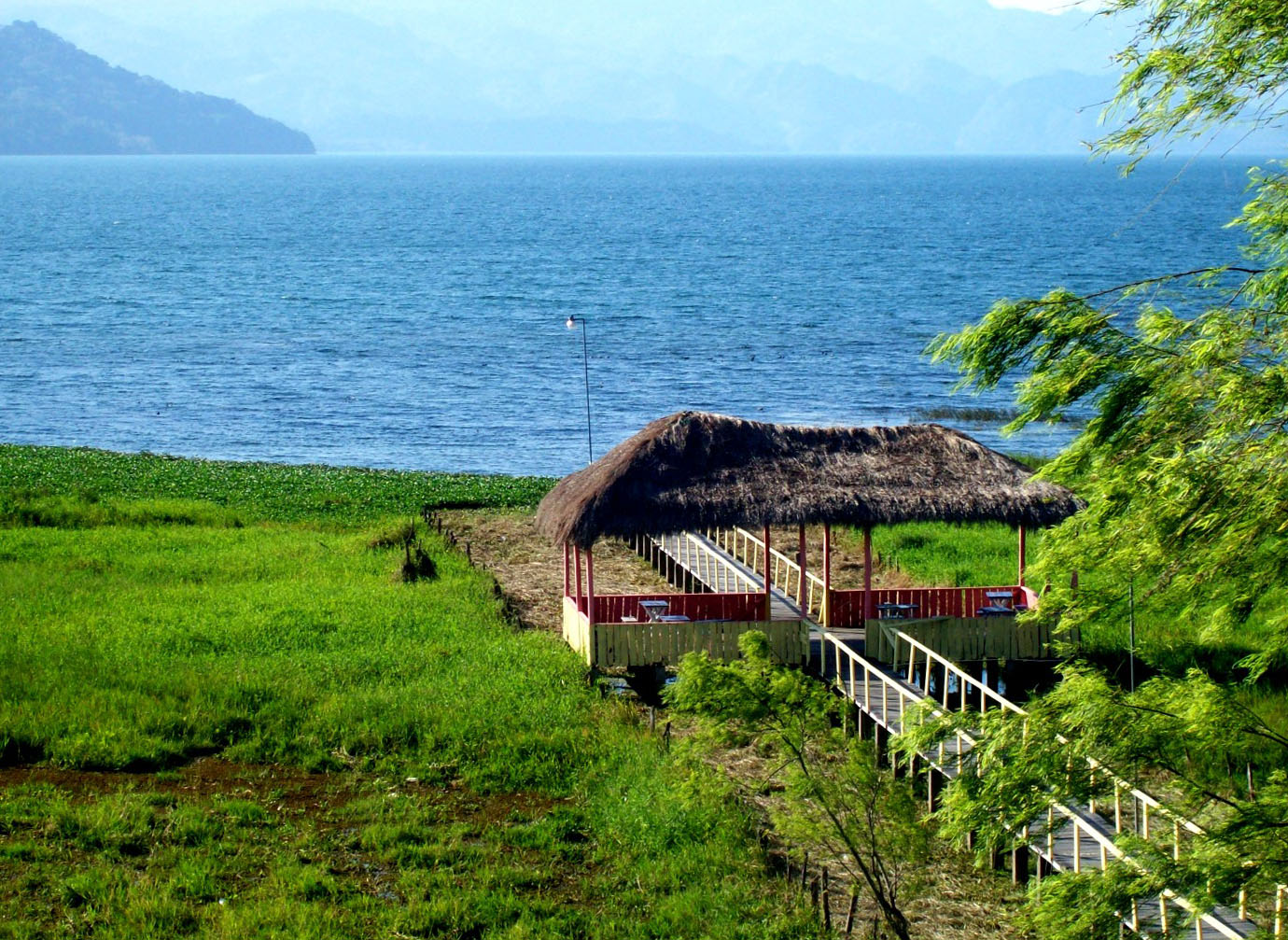
Margens do Lago Yajoa.